# Antipodactis scotiae
Antipodactis scotiae is een zeeanemonensoort uit de familie Antipodactinidae. De anemoon komt uit het geslacht Antipodactis. Antipodactis scotiae werd in 2009 voor het eerst wetenschappelijk beschreven door Rodríguez, López-González & Daly. 